# Martin Škrtel
Martin Škrtel (Handlová, 15 dicembre 1984) è un ex calciatore slovacco, di ruolo difensore.

## Caratteristiche tecniche
Difensore centrale, dal grande temperamento, forte fisicamente e molto abile nel gioco aereo, rapido in marcatura, in grado di controllare sia centravanti statici che punte mobili. Non molto abile tecnicamente, nei suoi anni migliori era dotato anche di una discreta velocità.

## Carriera

### Club

#### Trenčín e Zenit

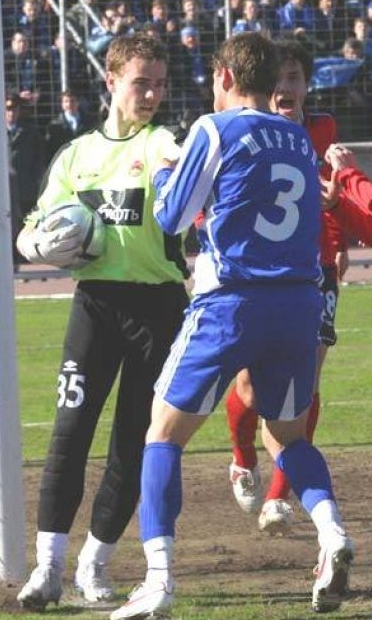
Škrtel (di spalle) con la maglia dello Zenit nel 2005.

Škrtel iniziò a giocare a hockey su ghiaccio, ma in seguito lasciò tale sport per il calcio, seguendo le orme del padre, ed entrò nelle giovanili del Prievidza. Škrtel provò vari ruoli finché, a 16 anni, decise di giocare come difensore.
La carriera professionistica di Škrtel iniziò nel 2001 nel OD Trenčín, con cui, fino al 2004, ha disputato 45 partite.
In seguito si trasferì in Russia, allo Zenit San Pietroburgo. Con la squadra di San Pietroburgo Škrtel debuttò il 31 luglio 2004 in Coppa di Russia contro l'Irtysh-1946 Omsk, mentre fece il suo debutto assoluto nelle coppe europee il 10 agosto 2006, nella partita di Coppa UEFA Austria Kärnten-Zenit 3-1. In totale con i russi ha disputato un 113 partite e realizzato 3 gol.

#### Liverpool

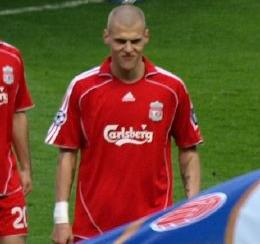
Škrtel con la maglia dei Reds nel 2008

È stato acquistato dal Liverpool, che per infortunio aveva perso per il resto della stagione Agger, nel gennaio 2008 per la cifra di 6,5 milioni di sterline, diventando così il difensore più pagato nella storia dei Reds proprio davanti a Agger.
Škrtel ha debuttato con i Reds il 21 gennaio nella partita di campionato contro l'Aston Villa. Nonostante la concorrenza, il calciatore slovacco si è guadagnato un posto da titolare nella difesa del Liverpool, che poteva disporre di grandi giocatori come Jamie Carragher e Sami Hyypiä. Ha fatto il suo debutto in Champions League l'11 marzo 2008 in Inter-Liverpool (0-1), partita di ritorno degli ottavi di finale.

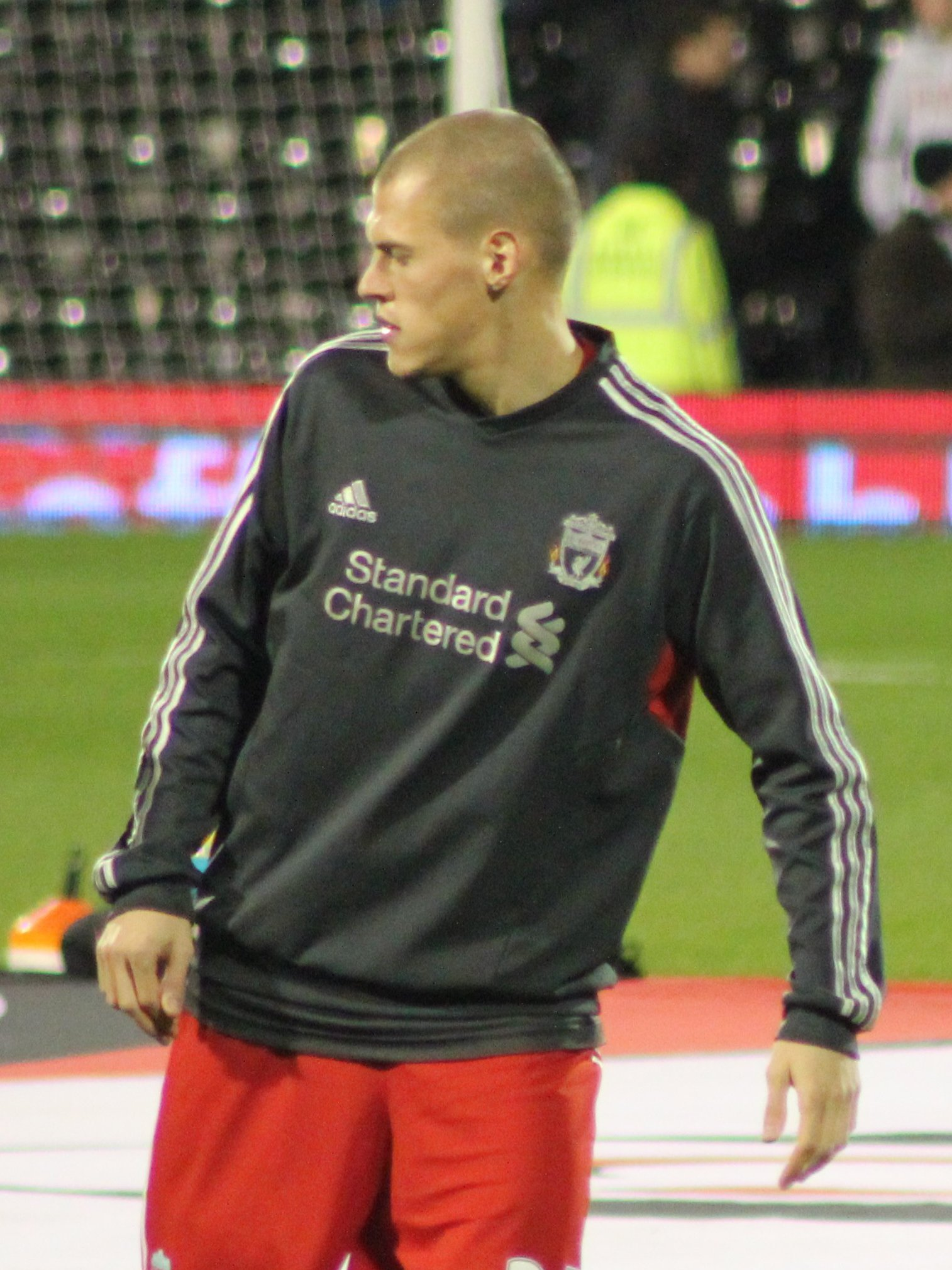
Škrtel prima del match contro il il 5 dicembre 2011

Il 20 agosto 2012 rinnova il suo contratto con il Liverpool. Nella seconda giornata segna la sua prima rete stagionale (e anche la prima della sua squadra) nel pareggio interno contro il Manchester City (partita finita 2 a 2), trafiggendo il portiere avversario Joe Hart con un potente colpo di testa dopo un angolo battuto da Steven Gerrard. Il secondo goal stagionale arriva nella sfida vinta per 4 a 0 contro il Fulham, dove apre le marcature con uno splendido tiro di destro. Nella seconda parte di stagione, complice anche il rendimento altalenante, viene passato nelle gerarchie da Jamie Carragher, che a fine campionato si sarebbe ritirato dal calcio giocato.

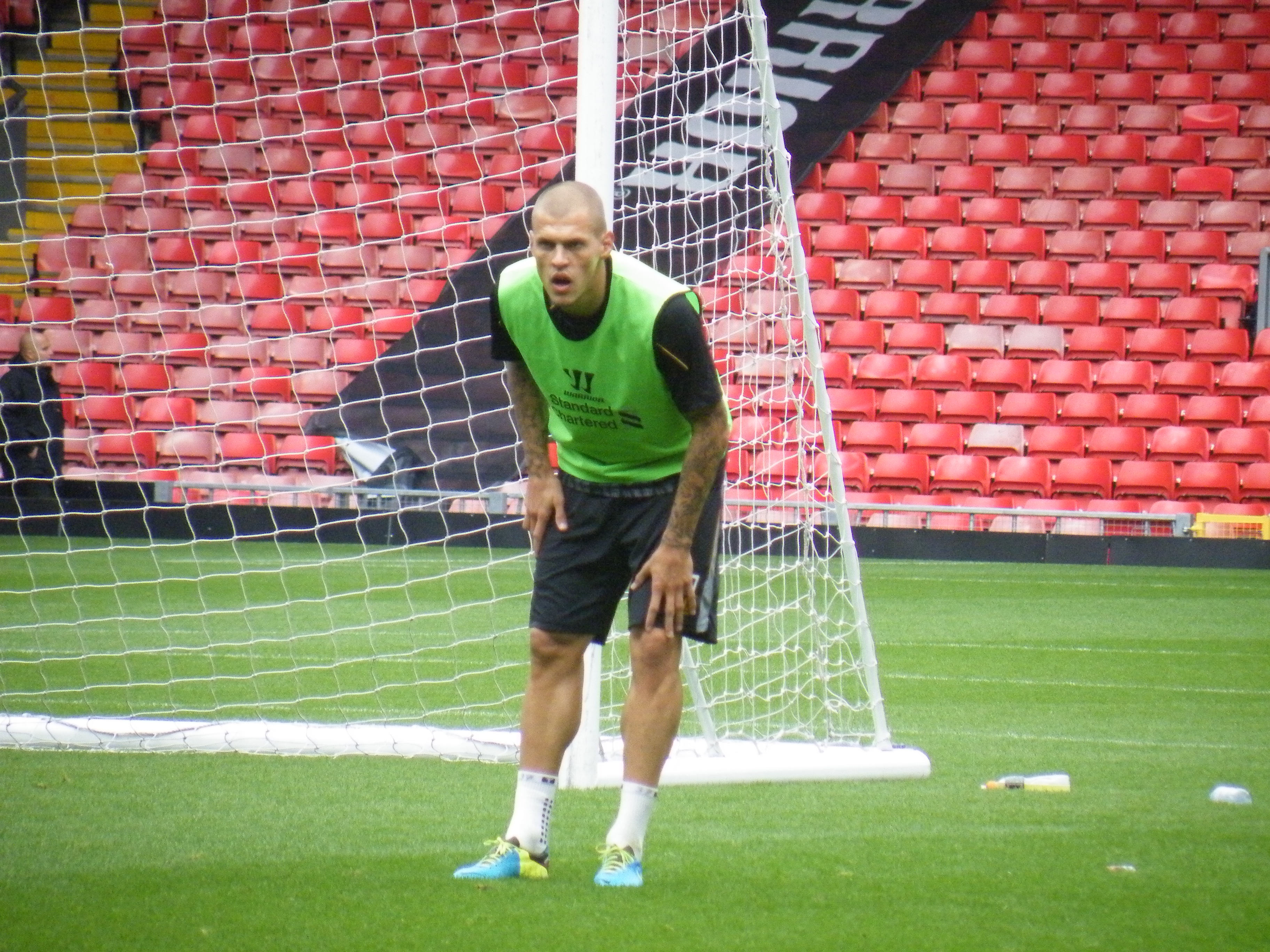
Škrtel in allenamento ad Anfield nell'agosto del 2013

Nella stagione seguente è costretto a saltare le prime due partite per colpa di un infortunio. Rientra alla terza di campionato, nella sfida interna vinta contro il Manchester United, annullando completamente Robin van Persie e risultando anche uno dei migliori in campo. Grazie a questa prestazione convincente conferma di essere tornato sui livelli di un paio di stagioni prima. A novembre segna la sua prima rete stagionale con un colpo di testa nella sfida vinta per 4 a 0 contro il Fulham. Il 29 dicembre, dopo appena 2 minuti, segna il gol del momentaneo vantaggio a Stamford Bridge, nella sconfitta per 2-1 contro il Chelsea. L'8 febbraio 2014 mette a segno una doppietta (la prima in carriera) nei primi 10 minuti di gioco, aprendo le marcature nella partita vinta 5 a 1 in casa contro l'Arsenal. Arriverà anche la seconda doppietta stagionale e in carriera nella sfida esterna vinta per 3-6 contro il Cardiff.
Il 13 aprile 2014 segna la sua settima rete in campionato nella vittoria casalinga per 3-2 sul Manchester City.

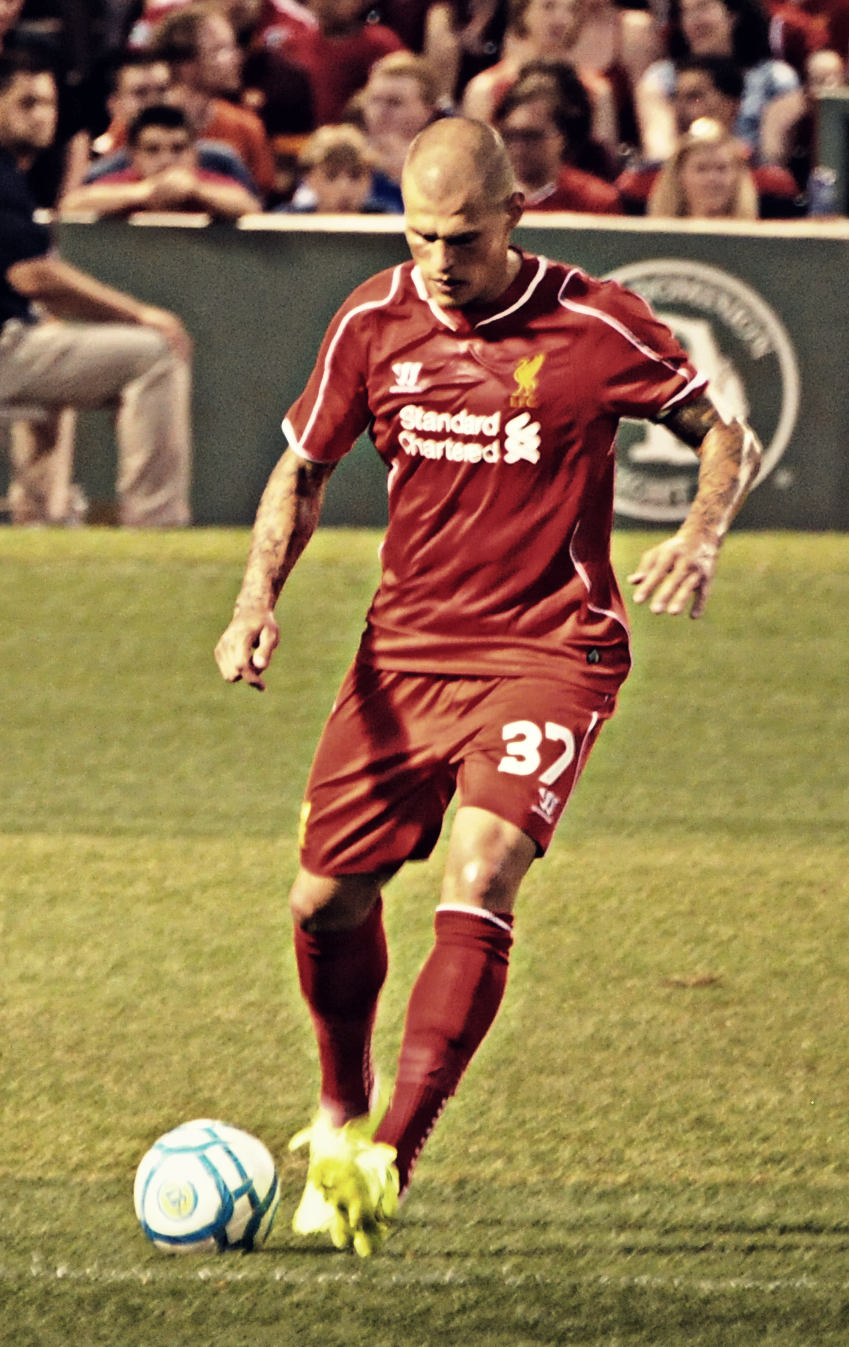
Škrtel in azione con il Liverpool durante un'amichevole estiva del luglio 2014.

Nel marzo 2015, nel finale della sfida casalinga persa per 1-2 contro il Manchester United, calpesta il portiere dei Red Devils De Gea, che era andato in uscita bassa proprio sul centrale slovacco. In virtù di questo episodio, non ravvisato dall'arbitro, la commissione disciplinare della Football Association gli infligge 3 giornate di squalifica.

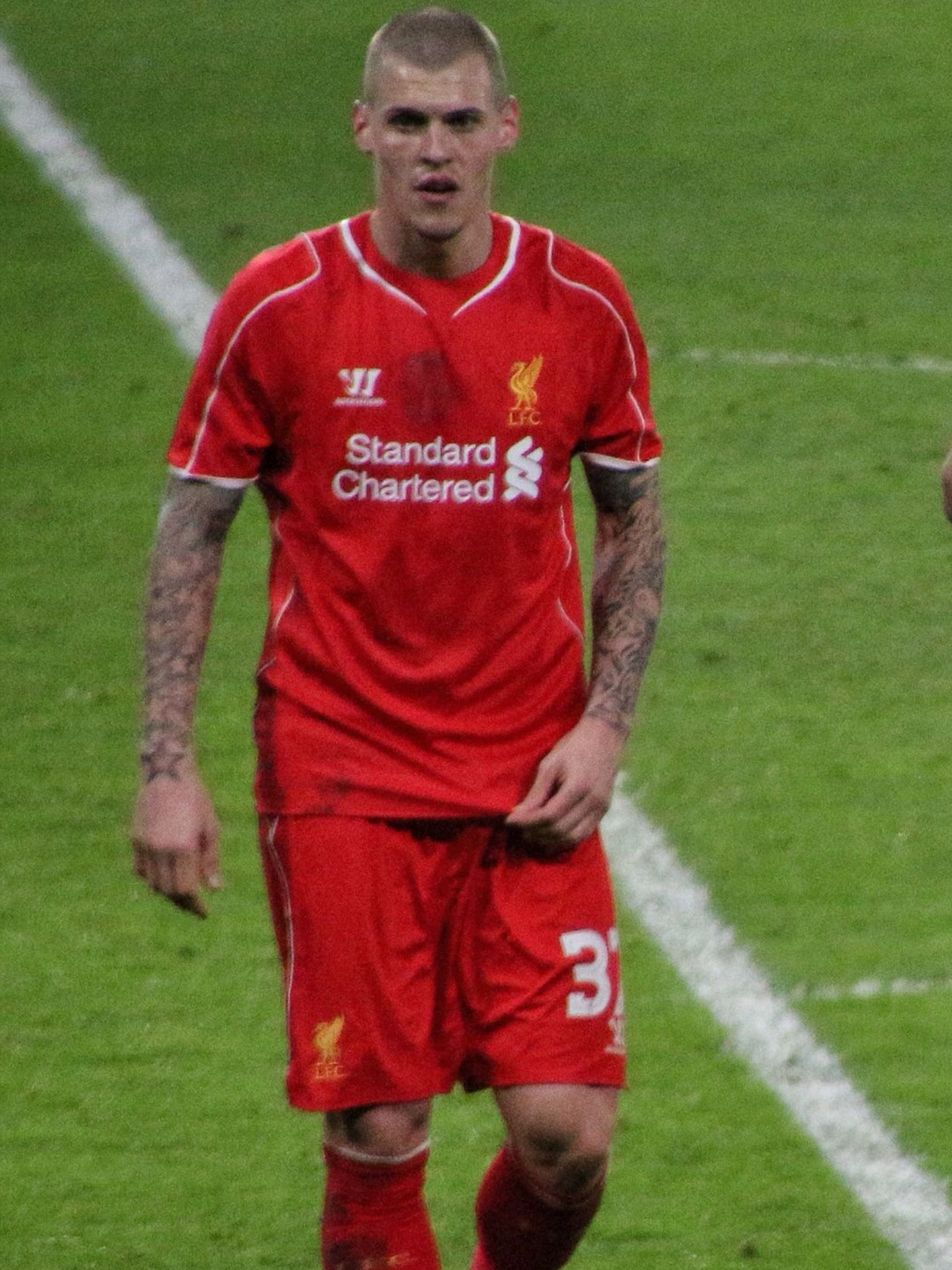
Škrtel nella partita di League Cup contro il il 27 gennaio 2015

Nella nuova stagione è ancora uno dei titolari della squadra nonostante il cambio dell'allenatore. Il 21 novembre 2015 trova il primo gol stagionale nella vittoria per 4-1 in casa del Manchester City.

#### Fenerbahçe

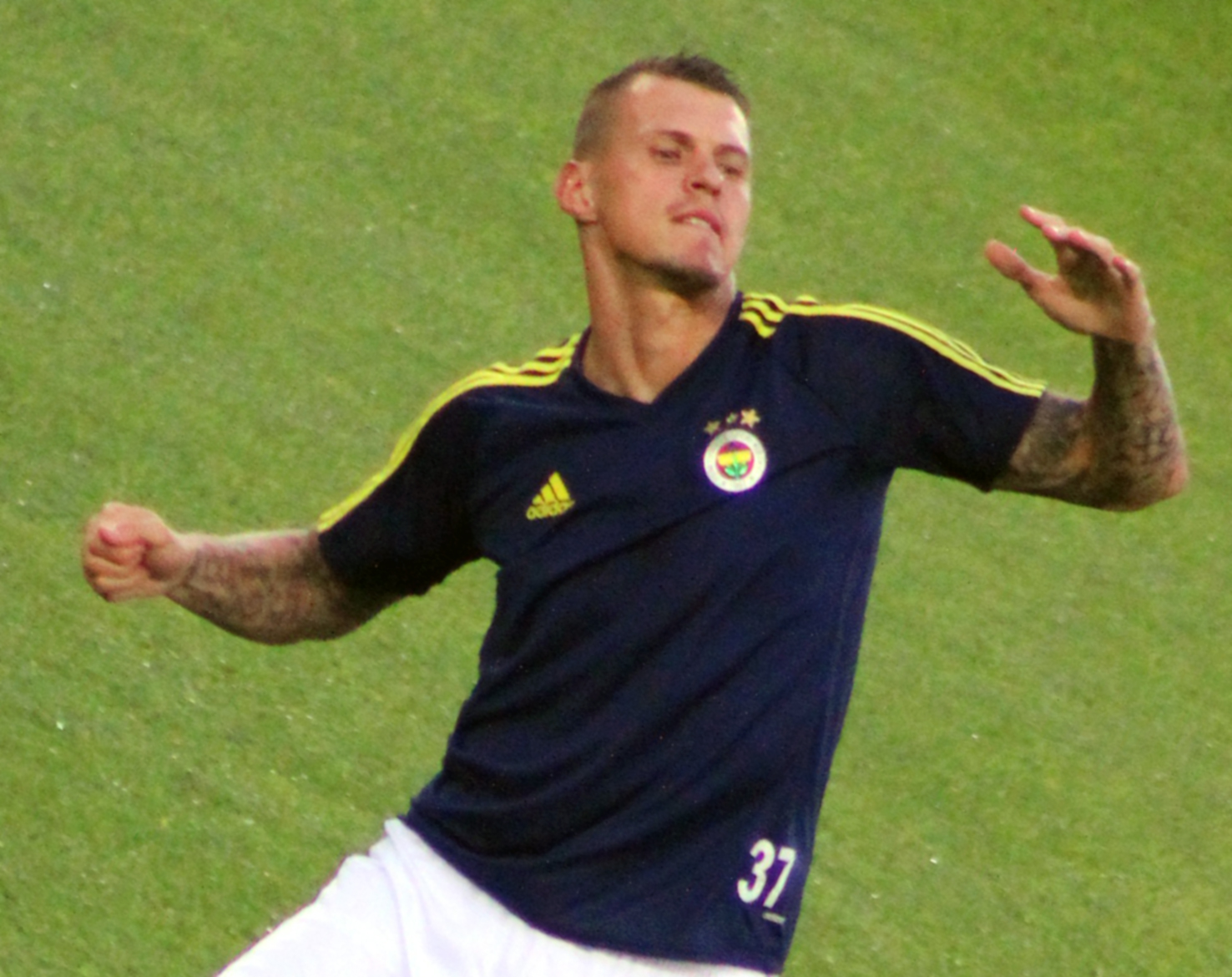
Škrtel in allenamento con il Fenerbahçe nel 2017

Il 14 luglio 2016 il Fenerbahçe ufficializza il trasferimento in Turchia del giocatore per circa 5,5 milioni. Con il club turco colleziona globalmente in tre anni 119 presenze, segnando 7 reti.

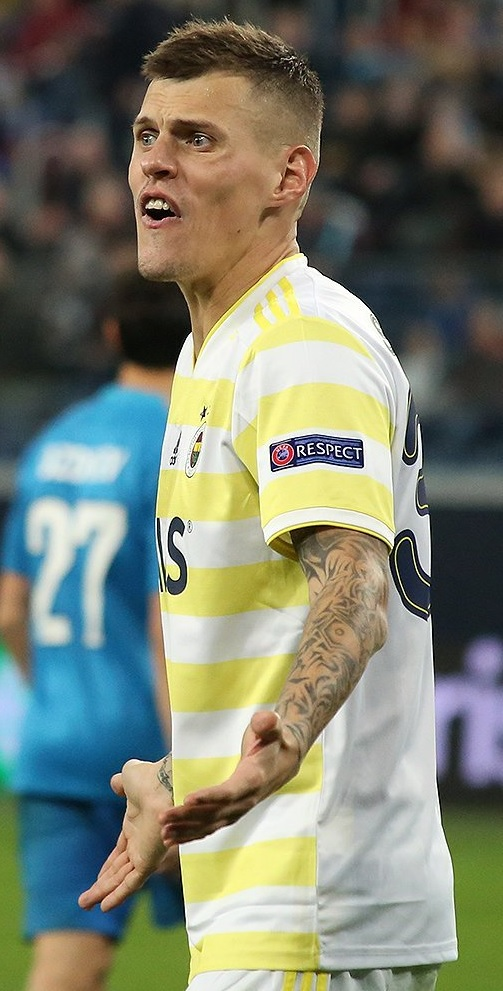
Škrtel con i canarini gialli nel 2019

#### Atalanta
Rimasto svincolato, il 9 agosto 2019 si trasferisce all'Atalanta, firmando un contratto annuale con i nerazzurri, ma il 2 settembre successivo rescinde il proprio contratto con la società orobica, senza aver mai giocato partite ufficiali con la squadra. Tra i motivi della rottura figura il mancato adattamento del giocatore alla difesa a 3 del tecnico Gian Piero Gasperini.
Riesce a giocare una amichevole, il 22 agosto 2019, contro il Monza (gara terminata 9-1), dove va anche in gol di testa, ed ad andare in panchina alla prima partita di campionato, vinta per 3-2 contro la SPAL.

#### İstanbul Başakşehir
Il 3 settembre 2019 viene annunciato il suo ingaggio da parte dell'İstanbul Başakşehir. Il 19 ottobre successivo il difensore realizza la prima rete con la maglia del club di Istanbul nella partita interna vinta per 2-1 contro il Göztepe, siglando nei minuti di recupero il gol della vittoria. Segna il primo gol con l'İstanbul Başakşehir in Europa League il 27 febbraio 2020, in casa, nella vittoriosa gara di ritorno dei sedicesimi di finale contro lo Sporting Lisbona (4-1 dts). Vince il campionato turco 2019-2020.
Nel dicembre 2020 riporta la rottura del tendine d'Achille; nel mese seguente si accorda per la risoluzione immediata del contratto con il club turco, in scadenza nel successivo giugno.

#### Spartak Trnava
Il 15 agosto 2021 fa ritorno in patria firmando per lo Spartak Trnava.

### Nazionale

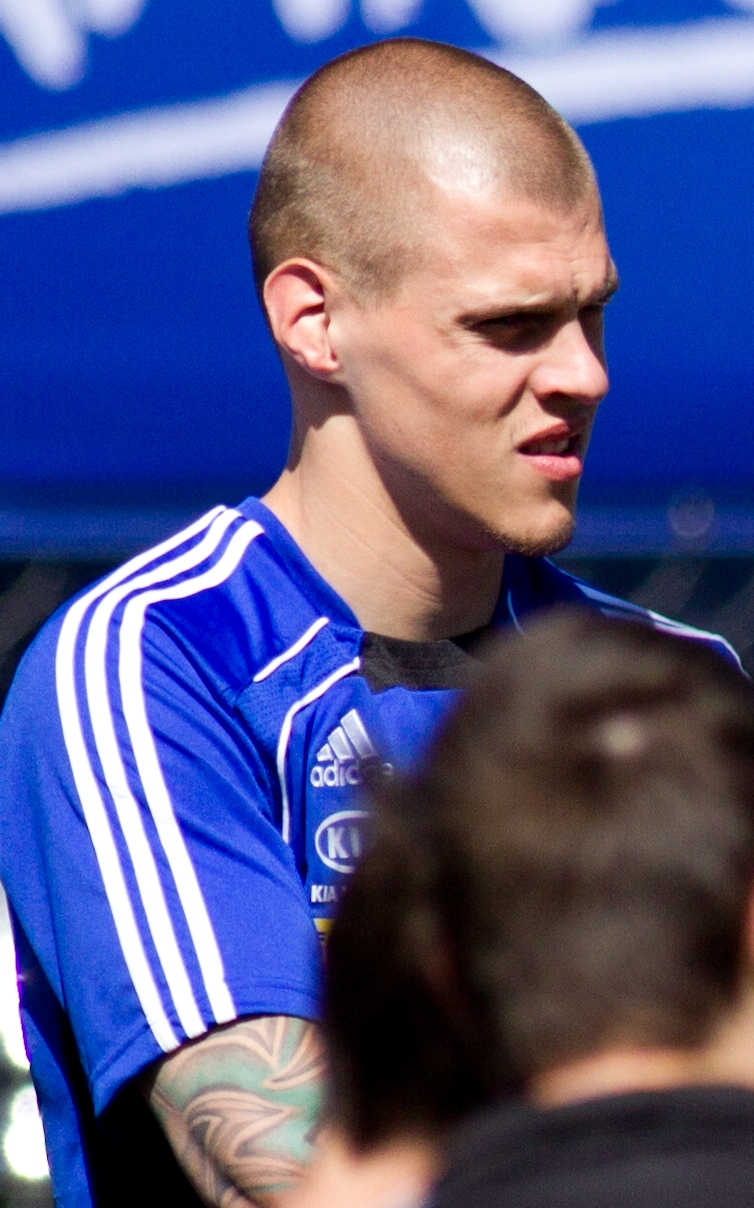
Škrtel con la divisa della Slovacchia nel 2010.

Ha debuttato ufficialmente con la Slovacchia il 9 luglio 2004, in un'amichevole contro il Giappone. Segna la sua prima rete in nazionale, il 2 settembre 2006 contro Cipro in un incontro valido per le qualificazioni al Campionato europeo 2008. Nel giugno del 2010 partecipa per la prima volta con la propria nazionale al Campionato del Mondo in Sudafrica, raggiungendo gli ottavi di finale. Viene in seguito convocato anche per gli Europei 2016 in Francia.
Il 25 marzo 2018, durante l'amichevole contro la Thailandia, in seguito ad una pallonata alla testa perde i sensi, rischiando di soffocarsi con la lingua: lo ha salvato il tempestivo intervento del compagno di squadra Ondrej Duda. È stato per molti anni il capitano della Slovacchia, prima di annunciare il 22 febbraio 2019, tramite la sua pagina Facebook, l'addio alla nazionale dopo quasi 15 anni, in cui ha raccolto 103 presenze e 6 goal, risultando il terzo calciatore più presente nella storia della Slovacchia. Torna tuttavia in nazionale in ottobre per disputare la 104ª e ultima partita contro il Paraguay in amichevole, venendo rimpiazzato dopo 32 minuti.

## Statistiche

### Presenze e reti nei club
Statistiche aggiornate al 17 maggio 2022.
| Stagione          | Squadra               | Campionato        | Campionato | Campionato | Coppe nazionali | Coppe nazionali | Coppe nazionali | Coppe continentali | Coppe continentali | Coppe continentali | Altre coppe | Altre coppe | Altre coppe | Totale | Totale |
| Stagione          | Squadra               | Comp              | Pres       | Reti       | Comp            | Pres            | Reti            | Comp               | Pres               | Reti               | Comp        | Pres        | Reti        | Pres   | Reti   |
| ----------------- | --------------------- | ----------------- | ---------- | ---------- | --------------- | --------------- | --------------- | ------------------ | ------------------ | ------------------ | ----------- | ----------- | ----------- | ------ | ------ |
| 2001-2002         | Laugaricio Trenčín    | SL                | 0          | 0          | CS              | 0               | 0               | -                  | -                  | -                  | -           | -           | -           | 0      | 0      |
| 2002-2003         | Laugaricio Trenčín    | SL                | 11         | 0          | CS              | 0               | 0               | -                  | -                  | -                  | -           | -           | -           | 11     | 0      |
| 2003-2004         | Laugaricio Trenčín    | SL                | 34         | 0          | CS              | 0               | 0               | -                  | -                  | -                  | -           | -           | -           | 34     | 0      |
| Totale Trencin    | Totale Trencin        | Totale Trencin    | 45         | 0          |                 | 0               | 0               |                    | -                  | -                  |             | -           | -           | 45     | 0      |
| 2004              | Zenit San Pietroburgo | PL                | 7          | 0          | CR              | 2               | 0               | CU                 | 5                  | 0                  | -           | -           | -           | 14     | 0      |
| 2005              | Zenit San Pietroburgo | PL                | 18         | 1          | CR              | 6               | 0               | CU                 | 4                  | 0                  | -           | -           | -           | 28     | 1      |
| 2006              | Zenit San Pietroburgo | PL                | 26         | 1          | CR              | 6               | 2               | CU                 | 5                  | 0                  | -           | -           | -           | 37     | 1      |
| 2007              | Zenit San Pietroburgo | PL                | 23         | 1          | CR              | 6               | 0               | CU                 | 5                  | 0                  | -           | -           | -           | 34     | 1      |
| Totale Zenit      | Totale Zenit          | Totale Zenit      | 74         | 3          |                 | 20              | 2               |                    | 19                 | 0                  |             | -           | -           | 113    | 5      |
| 2007-2008         | Liverpool             | PL                | 14         | 0          | FACup+CdL       | 1+0             | 0               | UCL                | 5                  | 0                  | -           | -           | -           | 20     | 0      |
| 2008-2009         | Liverpool             | PL                | 21         | 0          | FACup+CdL       | 2+0             | 0               | UCL                | 7                  | 0                  | -           | -           | -           | 30     | 0      |
| 2009-2010         | Liverpool             | PL                | 19         | 1          | FACup+CdL       | 2+2             | 0               | UCL+UEL            | 4+2                | 0                  | -           | -           | -           | 29     | 1      |
| 2010-2011         | Liverpool             | PL                | 38         | 2          | FACup+CdL       | 1+0             | 0               | UEL                | 10                 | 0                  | -           | -           | -           | 49     | 2      |
| 2011-2012         | Liverpool             | PL                | 34         | 2          | FACup+CdL       | 5+6             | 1+1             | -                  | -                  | -                  | -           | -           | -           | 45     | 4      |
| 2012-2013         | Liverpool             | PL                | 25         | 2          | FACup+CdL       | 1+0             | 0               | UEL                | 7                  | 0                  | -           | -           | -           | 32     | 2      |
| 2013-2014         | Liverpool             | PL                | 36         | 7          | FACup+CdL       | 2+1             | 0               | -                  | -                  | -                  | -           | -           | -           | 39     | 7      |
| 2014-2015         | Liverpool             | PL                | 33         | 1          | FACup+CdL       | 5+3             | 0               | UCL+UEL            | 5+2                | 0                  | -           | -           | -           | 48     | 1      |
| 2015-2016         | Liverpool             | PL                | 22         | 1          | FACup+CdL       | 0+3             | 0               | UEL                | 2                  | 0                  | -           | -           | -           | 27     | 1      |
| Totale Liverpool  | Totale Liverpool      | Totale Liverpool  | 242        | 16         |                 | 34              | 2               |                    | 44                 | 0                  |             | -           | -           | 320    | 18     |
| 2016-2017         | Fenerbahçe            | SL                | 31         | 2          | TK              | 7               | 1               | UCL+UEL            | 2+9                | 0                  | -           | -           | -           | 49     | 3      |
| 2017-2018         | Fenerbahçe            | SL                | 21         | 3          | TK              | 5               | 0               | UEL                | 4                  | 0                  | -           | -           | -           | 30     | 3      |
| 2018-2019         | Fenerbahçe            | SL                | 27         | 1          | TK              | 4               | 0               | UCL+UEL            | 2+7                | 0                  | -           | -           | -           | 40     | 1      |
| Totale Fenerbahçe | Totale Fenerbahçe     | Totale Fenerbahçe | 79         | 6          |                 | 16              | 1               |                    | 24                 | 0                  |             | -           | -           | 119    | 7      |
| ago. 2019         | Atalanta              | A                 | 0          | 0          | CI              | 0               | 0               | UCL                | 0                  | 0                  | -           | -           | -           | 0      | 0      |
| set. 2019-2020    | İstanbul Başakşehir   | SL                | 20         | 3          | TK              | 1               | 0               | UCL+UEL            | 0+8                | 0+1                | -           | -           | -           | 29     | 4      |
| 2020-gen. 2021    | İstanbul Başakşehir   | SL                | 10         | 0          | TK              | 0               | 0               | UEL                | 5                  | 0                  | -           | -           | -           | 15     | 0      |
| Totale Başakşehir | Totale Başakşehir     | Totale Başakşehir | 30         | 3          |                 | 1               | 0               |                    | 13                 | 1                  |             | -           | -           | 44     | 4      |
| 2021-2022         | Spartak Trnava        | SL                | 17         | 0          | CS              | 3               | 1               | -                  | -                  | -                  | -           | -           | -           | 20     | 1      |
| Totale carriera   | Totale carriera       | Totale carriera   | 487        | 28         |                 | 74              | 6               |                    | 100                | 1                  |             | -           | -           | 661    | 35     |

### Cronologia presenze e reti in nazionale
| Cronologia completa delle presenze e delle reti in nazionale ― Slovacchia | Cronologia completa delle presenze e delle reti in nazionale ― Slovacchia | Cronologia completa delle presenze e delle reti in nazionale ― Slovacchia | Cronologia completa delle presenze e delle reti in nazionale ― Slovacchia | Cronologia completa delle presenze e delle reti in nazionale ― Slovacchia | Cronologia completa delle presenze e delle reti in nazionale ― Slovacchia | Cronologia completa delle presenze e delle reti in nazionale ― Slovacchia | Cronologia completa delle presenze e delle reti in nazionale ― Slovacchia |
| Data                                                                      | Città                                                                     | In casa                                                                   | Risultato                                                                 | Ospiti                                                                    | Competizione                                                              | Reti                                                                      | Note                                                                      |
| ------------------------------------------------------------------------- | ------------------------------------------------------------------------- | ------------------------------------------------------------------------- | ------------------------------------------------------------------------- | ------------------------------------------------------------------------- | ------------------------------------------------------------------------- | ------------------------------------------------------------------------- | ------------------------------------------------------------------------- |
| 9-7-2004                                                                  | Hiroshima                                                                 | Giappone                                                                  | 3 – 1                                                                     | Slovacchia                                                                | Kirin Cup 2004                                                            | -                                                                         |                                                                           |
| 11-7-2004                                                                 | Fukuoka                                                                   | Serbia e Montenegro                                                       | 2 – 0                                                                     | Slovacchia                                                                | Kirin Cup 2004                                                            | -                                                                         |                                                                           |
| 3-9-2005                                                                  | Bratislava                                                                | Slovacchia                                                                | 2 – 0                                                                     | Germania                                                                  | Amichevole                                                                | -                                                                         |                                                                           |
| 7-9-2005                                                                  | Riga                                                                      | Lettonia                                                                  | 1 – 1                                                                     | Slovacchia                                                                | Qual. Mondiali 2006                                                       | -                                                                         |                                                                           |
| 8-10-2005                                                                 | Bratislava                                                                | Slovacchia                                                                | 1 – 0                                                                     | Estonia                                                                   | Qual. Mondiali 2006                                                       | -                                                                         |                                                                           |
| 12-10-2005                                                                | Bratislava                                                                | Slovacchia                                                                | 0 – 0                                                                     | Russia                                                                    | Qual. Mondiali 2006                                                       | -                                                                         |                                                                           |
| 12-11-2005                                                                | Madrid                                                                    | Spagna                                                                    | 5 – 1                                                                     | Slovacchia                                                                | Qual. Mondiali 2006                                                       | -                                                                         | 51’                                                                       |
| 16-11-2005                                                                | Bratislava                                                                | Slovacchia                                                                | 1 – 1                                                                     | Spagna                                                                    | Qual. Mondiali 2006                                                       | -                                                                         |                                                                           |
| 1-3-2006                                                                  | Saint-Denis                                                               | Francia                                                                   | 1 – 2                                                                     | Slovacchia                                                                | Amichevole                                                                | -                                                                         |                                                                           |
| 20-5-2006                                                                 | Trnava                                                                    | Slovacchia                                                                | 1 – 1                                                                     | Belgio                                                                    | Amichevole                                                                | -                                                                         |                                                                           |
| 15-8-2006                                                                 | Bratislava                                                                | Slovacchia                                                                | 3 – 0                                                                     | Malta                                                                     | Amichevole                                                                | -                                                                         | 46’                                                                       |
| 2-9-2006                                                                  | Bratislava                                                                | Slovacchia                                                                | 6 – 1                                                                     | Cipro                                                                     | Qual. Euro 2008                                                           | 1                                                                         | 7’                                                                        |
| 6-9-2006                                                                  | Bratislava                                                                | Slovacchia                                                                | 0 – 3                                                                     | Rep. Ceca                                                                 | Qual. Euro 2008                                                           | -                                                                         | 49’                                                                       |
| 11-10-2006                                                                | Bratislava                                                                | Slovacchia                                                                | 1 – 4                                                                     | Germania                                                                  | Qual. Euro 2008                                                           | -                                                                         |                                                                           |
| 15-11-2006                                                                | Žilina                                                                    | Slovacchia                                                                | 3 – 1                                                                     | Bulgaria                                                                  | Amichevole                                                                | -                                                                         |                                                                           |
| 7-2-2007                                                                  | Jerez de la Frontera                                                      | Slovacchia                                                                | 2 – 2                                                                     | Polonia                                                                   | Amichevole                                                                | 1                                                                         |                                                                           |
| 24-3-2007                                                                 | Strovolos                                                                 | Cipro                                                                     | 1 – 3                                                                     | Slovacchia                                                                | Qual. Euro 2008                                                           | 1                                                                         | 89’                                                                       |
| 28-3-2007                                                                 | Dublino                                                                   | Irlanda                                                                   | 1 – 0                                                                     | Slovacchia                                                                | Qual. Euro 2008                                                           | -                                                                         |                                                                           |
| 6-6-2007                                                                  | Amburgo                                                                   | Germania                                                                  | 2 – 1                                                                     | Slovacchia                                                                | Qual. Euro 2008                                                           | -                                                                         |                                                                           |
| 13-10-2007                                                                | Dubnica nad Váhom                                                         | Slovacchia                                                                | 7 – 0                                                                     | San Marino                                                                | Qual. Euro 2008                                                           | 1                                                                         |                                                                           |
| 16-10-2007                                                                | Fiume                                                                     | Croazia                                                                   | 3 – 0                                                                     | Slovacchia                                                                | Amichevole                                                                | -                                                                         |                                                                           |
| 17-11-2007                                                                | Praga                                                                     | Rep. Ceca                                                                 | 3 – 1                                                                     | Slovacchia                                                                | Qual. Euro 2008                                                           | -                                                                         |                                                                           |
| 6-2-2008                                                                  | Limassol                                                                  | Ungheria                                                                  | 1 – 1                                                                     | Slovacchia                                                                | Amichevole                                                                | -                                                                         |                                                                           |
| 26-3-2008                                                                 | Zlaté Moravce                                                             | Slovacchia                                                                | 1 – 2                                                                     | Islanda                                                                   | Amichevole                                                                | -                                                                         |                                                                           |
| 20-5-2008                                                                 | Bielefeld                                                                 | Turchia                                                                   | 1 – 0                                                                     | Slovacchia                                                                | Amichevole                                                                | -                                                                         |                                                                           |
| 20-8-2008                                                                 | Bratislava                                                                | Slovacchia                                                                | 0 – 2                                                                     | Grecia                                                                    | Amichevole                                                                | -                                                                         |                                                                           |
| 6-9-2008                                                                  | Bratislava                                                                | Slovacchia                                                                | 2 – 1                                                                     | Irlanda del Nord                                                          | Qual. Mondiali 2010                                                       | 1                                                                         |                                                                           |
| 10-9-2008                                                                 | Maribor                                                                   | Slovenia                                                                  | 2 – 1                                                                     | Slovacchia                                                                | Qual. Mondiali 2010                                                       | -                                                                         |                                                                           |
| 10-2-2009                                                                 | Limassol                                                                  | Slovacchia                                                                | 2 – 3                                                                     | Ucraina                                                                   | Torneo di Cipro 2009 - Semifinale                                         | -                                                                         |                                                                           |
| 11-2-2009                                                                 | Nicosia                                                                   | Cipro                                                                     | 3 – 2                                                                     | Slovacchia                                                                | Torneo di Cipro 2009 - Finale 3º posto                                    | -                                                                         | 60’                                                                       |
| 28-3-2009                                                                 | Londra                                                                    | Inghilterra                                                               | 4 – 0                                                                     | Slovacchia                                                                | Amichevole                                                                | -                                                                         |                                                                           |
| 1-4-2009                                                                  | Praga                                                                     | Rep. Ceca                                                                 | 1 – 2                                                                     | Slovacchia                                                                | Qual. Mondiali 2010                                                       | -                                                                         | 49’                                                                       |
| 5-9-2009                                                                  | Bratislava                                                                | Slovacchia                                                                | 2 – 2                                                                     | Rep. Ceca                                                                 | Qual. Mondiali 2010                                                       | -                                                                         |                                                                           |
| 9-9-2009                                                                  | Belfast                                                                   | Irlanda del Nord                                                          | 0 – 2                                                                     | Slovacchia                                                                | Qual. Mondiali 2010                                                       | -                                                                         |                                                                           |
| 10-10-2009                                                                | Bratislava                                                                | Slovacchia                                                                | 0 – 2                                                                     | Slovenia                                                                  | Qual. Mondiali 2010                                                       | -                                                                         | 85’                                                                       |
| 14-11-2009                                                                | Bratislava                                                                | Slovacchia                                                                | 1 – 0                                                                     | Stati Uniti                                                               | Amichevole                                                                | -                                                                         |                                                                           |
| 17-11-2009                                                                | Žilina                                                                    | Slovacchia                                                                | 1 – 2                                                                     | Cile                                                                      | Amichevole                                                                | -                                                                         | 78’                                                                       |
| 29-5-2010                                                                 | Klagenfurt                                                                | Slovacchia                                                                | 1 – 1                                                                     | Camerun                                                                   | Amichevole                                                                | -                                                                         | 64’                                                                       |
| 5-6-2010                                                                  | Bratislava                                                                | Slovacchia                                                                | 3 – 0                                                                     | Costa Rica                                                                | Amichevole                                                                | -                                                                         | 16’                                                                       |
| 15-6-2010                                                                 | Rustenburg                                                                | Nuova Zelanda                                                             | 1 – 1                                                                     | Slovacchia                                                                | Mondiali 2010 - 1º turno                                                  | -                                                                         |                                                                           |
| 20-6-2010                                                                 | Bloemfontein                                                              | Slovacchia                                                                | 0 – 2                                                                     | Paraguay                                                                  | Mondiali 2010 - 1º turno                                                  | -                                                                         |                                                                           |
| 24-6-2010                                                                 | Johannesburg                                                              | Slovacchia                                                                | 3 – 2                                                                     | Italia                                                                    | Mondiali 2010 - 1º turno                                                  | -                                                                         |                                                                           |
| 28-6-2010                                                                 | Durban                                                                    | Paesi Bassi                                                               | 2 – 1                                                                     | Slovacchia                                                                | Mondiali 2010 - Ottavi di finale                                          | -                                                                         | 84’                                                                       |
| 11-8-2010                                                                 | Bratislava                                                                | Slovacchia                                                                | 1 – 1                                                                     | Croazia                                                                   | Amichevole                                                                | -                                                                         | 51’                                                                       |
| 3-9-2010                                                                  | Bratislava                                                                | Slovacchia                                                                | 1 – 0                                                                     | Macedonia                                                                 | Qual. Euro 2012                                                           | -                                                                         | 81’                                                                       |
| 7-9-2010                                                                  | Mosca                                                                     | Russia                                                                    | 0 – 1                                                                     | Slovacchia                                                                | Qual. Euro 2012                                                           | -                                                                         |                                                                           |
| 8-10-2010                                                                 | Erevan                                                                    | Armenia                                                                   | 3 – 1                                                                     | Slovacchia                                                                | Qual. Euro 2012                                                           | -                                                                         | 18’                                                                       |
| 26-3-2011                                                                 | Andorra la Vella                                                          | Andorra                                                                   | 0 – 1                                                                     | Slovacchia                                                                | Qual. Euro 2012                                                           | -                                                                         |                                                                           |
| 29-3-2011                                                                 | Trnava                                                                    | Slovacchia                                                                | 1 – 2                                                                     | Danimarca                                                                 | Amichevole                                                                | -                                                                         |                                                                           |
| 2-9-2011                                                                  | Dublino                                                                   | Irlanda                                                                   | 0 – 0                                                                     | Slovacchia                                                                | Qual. Euro 2012                                                           | -                                                                         |                                                                           |
| 6-9-2011                                                                  | Žilina                                                                    | Slovacchia                                                                | 0 – 4                                                                     | Armenia                                                                   | Qual. Euro 2012                                                           | -                                                                         |                                                                           |
| 7-10-2011                                                                 | Žilina                                                                    | Slovacchia                                                                | 0 – 1                                                                     | Russia                                                                    | Qual. Euro 2012                                                           | -                                                                         | 82’                                                                       |
| 29-2-2012                                                                 | Bursa                                                                     | Turchia                                                                   | 1 – 2                                                                     | Slovacchia                                                                | Amichevole                                                                | -                                                                         | 29’ 61’                                                                   |
| 15-8-2012                                                                 | Odense                                                                    | Danimarca                                                                 | 1 – 3                                                                     | Slovacchia                                                                | Amichevole                                                                | -                                                                         | cap.                                                                      |
| 7-9-2012                                                                  | Vilnius                                                                   | Lituania                                                                  | 1 – 1                                                                     | Slovacchia                                                                | Qual. Mondiali 2014                                                       | -                                                                         | cap. 52’                                                                  |
| 11-9-2012                                                                 | Bratislava                                                                | Slovacchia                                                                | 2 – 0                                                                     | Liechtenstein                                                             | Qual. Mondiali 2014                                                       | -                                                                         | cap.                                                                      |
| 12-10-2012                                                                | Bratislava                                                                | Slovacchia                                                                | 2 – 1                                                                     | Lettonia                                                                  | Qual. Mondiali 2014                                                       | -                                                                         | cap. 90’                                                                  |
| 16-10-2012                                                                | Bratislava                                                                | Slovacchia                                                                | 0 – 1                                                                     | Grecia                                                                    | Qual. Mondiali 2014                                                       | -                                                                         | cap.                                                                      |
| 6-2-2013                                                                  | Bruges                                                                    | Belgio                                                                    | 2 – 1                                                                     | Slovacchia                                                                | Amichevole                                                                | -                                                                         | cap.                                                                      |
| 22-3-2013                                                                 | Žilina                                                                    | Slovacchia                                                                | 1 – 1                                                                     | Lituania                                                                  | Qual. Mondiali 2014                                                       | -                                                                         | cap. 38’                                                                  |
| 26-3-2013                                                                 | Žilina                                                                    | Slovacchia                                                                | 0 – 0                                                                     | Svezia                                                                    | Amichevole                                                                | -                                                                         | cap. 46’                                                                  |
| 6-9-2013                                                                  | Zenica                                                                    | Bosnia ed Erzegovina                                                      | 0 – 1                                                                     | Slovacchia                                                                | Qual. Mondiali 2014                                                       | -                                                                         | cap.                                                                      |
| 10-9-2013                                                                 | Žilina                                                                    | Slovacchia                                                                | 1 – 2                                                                     | Bosnia ed Erzegovina                                                      | Qual. Mondiali 2014                                                       | -                                                                         | cap.                                                                      |
| 11-10-2013                                                                | Atene                                                                     | Grecia                                                                    | 1 – 0                                                                     | Slovacchia                                                                | Qual. Mondiali 2014                                                       | -                                                                         | cap.                                                                      |
| 15-11-2013                                                                | Breslavia                                                                 | Polonia                                                                   | 0 – 2                                                                     | Slovacchia                                                                | Amichevole                                                                | -                                                                         | cap. 20’                                                                  |
| 5-3-2014                                                                  | Netanya                                                                   | Israele                                                                   | 1 – 3                                                                     | Slovacchia                                                                | Amichevole                                                                | -                                                                         | cap. 66’                                                                  |
| 9-10-2014                                                                 | Žilina                                                                    | Slovacchia                                                                | 2 – 1                                                                     | Spagna                                                                    | Qual. Euro 2016                                                           | -                                                                         | cap.                                                                      |
| 12-10-2014                                                                | Barysaŭ                                                                   | Bielorussia                                                               | 1 – 3                                                                     | Slovacchia                                                                | Qual. Euro 2016                                                           | -                                                                         | cap.                                                                      |
| 15-11-2014                                                                | Skopje                                                                    | Macedonia                                                                 | 0 – 2                                                                     | Slovacchia                                                                | Qual. Euro 2016                                                           | -                                                                         | cap. 73’                                                                  |
| 18-11-2014                                                                | Žilina                                                                    | Slovacchia                                                                | 2 – 1                                                                     | Finlandia                                                                 | Amichevole                                                                | -                                                                         | cap.                                                                      |
| 27-3-2015                                                                 | Žilina                                                                    | Slovacchia                                                                | 3 – 0                                                                     | Lussemburgo                                                               | Qual. Euro 2016                                                           | -                                                                         | cap. 86’                                                                  |
| 31-3-2015                                                                 | Žilina                                                                    | Slovacchia                                                                | 1 – 0                                                                     | Rep. Ceca                                                                 | Amichevole                                                                | -                                                                         | cap. 24’ 46’                                                              |
| 14-6-2015                                                                 | Žilina                                                                    | Slovacchia                                                                | 2 – 1                                                                     | Macedonia                                                                 | Qual. Euro 2016                                                           | -                                                                         | cap. 28’                                                                  |
| 8-9-2015                                                                  | Žilina                                                                    | Slovacchia                                                                | 0 – 0                                                                     | Ucraina                                                                   | Qual. Euro 2016                                                           | -                                                                         | cap.                                                                      |
| 9-10-2015                                                                 | Žilina                                                                    | Slovacchia                                                                | 0 – 1                                                                     | Bielorussia                                                               | Qual. Euro 2016                                                           | -                                                                         | cap. 11’                                                                  |
| 12-10-2015                                                                | Lussemburgo                                                               | Lussemburgo                                                               | 2 – 4                                                                     | Slovacchia                                                                | Qual. Euro 2016                                                           | -                                                                         | cap. 90+4’                                                                |
| 13-11-2015                                                                | Trnava                                                                    | Slovacchia                                                                | 3 – 2                                                                     | Svizzera                                                                  | Amichevole                                                                | -                                                                         | cap. 90+3’                                                                |
| 25-3-2016                                                                 | Trnava                                                                    | Slovacchia                                                                | 0 – 0                                                                     | Lettonia                                                                  | Amichevole                                                                | -                                                                         | cap. 82’                                                                  |
| 29-3-2016                                                                 | Dublino                                                                   | Irlanda                                                                   | 2 – 2                                                                     | Slovacchia                                                                | Amichevole                                                                | -                                                                         | cap.                                                                      |
| 29-5-2016                                                                 | Augusta                                                                   | Germania                                                                  | 1 – 3                                                                     | Slovacchia                                                                | Amichevole                                                                | -                                                                         | cap.                                                                      |
| 4-6-2016                                                                  | Trnava                                                                    | Slovacchia                                                                | 0 – 0                                                                     | Irlanda del Nord                                                          | Amichevole                                                                | -                                                                         | cap.                                                                      |
| 11-6-2016                                                                 | Bordeaux                                                                  | Galles                                                                    | 2 – 1                                                                     | Slovacchia                                                                | Euro 2016 - 1º turno                                                      | -                                                                         | cap. 90+2’                                                                |
| 15-6-2016                                                                 | Lilla                                                                     | Russia                                                                    | 1 – 2                                                                     | Slovacchia                                                                | Euro 2016 - 1º turno                                                      | -                                                                         | cap.                                                                      |
| 20-6-2016                                                                 | Saint-Étienne                                                             | Slovacchia                                                                | 0 – 0                                                                     | Inghilterra                                                               | Euro 2016 - 1º turno                                                      | -                                                                         | cap.                                                                      |
| 26-6-2016                                                                 | Lilla                                                                     | Germania                                                                  | 3 – 0                                                                     | Slovacchia                                                                | Euro 2016 - Ottavi di finale                                              | -                                                                         | cap. 13’                                                                  |
| 4-9-2016                                                                  | Trnava                                                                    | Slovacchia                                                                | 0 – 1                                                                     | Inghilterra                                                               | Qual. Mondiali 2018                                                       | -                                                                         | cap. 25’, 57’                                                             |
| 11-10-2016                                                                | Trnava                                                                    | Slovacchia                                                                | 3 – 0                                                                     | Scozia                                                                    | Qual. Mondiali 2018                                                       | -                                                                         | cap.                                                                      |
| 11-11-2016                                                                | Trnava                                                                    | Slovacchia                                                                | 4 – 0                                                                     | Lituania                                                                  | Qual. Mondiali 2018                                                       | 1                                                                         | cap.                                                                      |
| 26-3-2017                                                                 | Ta' Qali                                                                  | Malta                                                                     | 1 – 3                                                                     | Slovacchia                                                                | Qual. Mondiali 2018                                                       | -                                                                         | cap. 26’                                                                  |
| 10-6-2017                                                                 | Vilnius                                                                   | Lituania                                                                  | 1 – 2                                                                     | Slovacchia                                                                | Qual. Mondiali 2018                                                       | -                                                                         | cap. 40’                                                                  |
| 4-9-2017                                                                  | Londra                                                                    | Inghilterra                                                               | 2 – 1                                                                     | Slovacchia                                                                | Qual. Mondiali 2018                                                       | -                                                                         | cap.                                                                      |
| 5-10-2017                                                                 | Glasgow                                                                   | Scozia                                                                    | 1 – 0                                                                     | Slovacchia                                                                | Qual. Mondiali 2018                                                       | -                                                                         | cap.                                                                      |
| 8-10-2017                                                                 | Trnava                                                                    | Slovacchia                                                                | 3 – 0                                                                     | Malta                                                                     | Qual. Mondiali 2018                                                       | -                                                                         | cap.                                                                      |
| 10-11-2017                                                                | Leopoli                                                                   | Ucraina                                                                   | 2 – 1                                                                     | Slovacchia                                                                | Amichevole                                                                | -                                                                         | cap. 49’                                                                  |
| 14-11-2017                                                                | Trnava                                                                    | Slovacchia                                                                | 1 – 0                                                                     | Norvegia                                                                  | Amichevole                                                                | -                                                                         |                                                                           |
| 22-3-2018                                                                 | Bangkok                                                                   | Slovacchia                                                                | 2 – 1                                                                     | Emirati Arabi Uniti                                                       | Amichevole                                                                | -                                                                         | cap.                                                                      |
| 25-3-2018                                                                 | Bangkok                                                                   | Thailandia                                                                | 2 – 3                                                                     | Slovacchia                                                                | Amichevole                                                                | -                                                                         | cap. 73’                                                                  |
| 5-9-2018                                                                  | Trnava                                                                    | Slovacchia                                                                | 3 – 0                                                                     | Danimarca                                                                 | Amichevole                                                                | -                                                                         | cap. 83’                                                                  |
| 9-9-2018                                                                  | Leopoli                                                                   | Ucraina                                                                   | 1 – 0                                                                     | Slovacchia                                                                | UEFA Nations League 2018-2019 - 1º turno                                  | -                                                                         | cap.                                                                      |
| 13-10-2018                                                                | Trnava                                                                    | Slovacchia                                                                | 1 – 2                                                                     | Rep. Ceca                                                                 | UEFA Nations League 2018-2019 - 1º turno                                  | -                                                                         | cap. 100ª presenza 29’                                                    |
| 16-10-2018                                                                | Solna                                                                     | Svezia                                                                    | 1 – 1                                                                     | Slovacchia                                                                | Amichevole                                                                | -                                                                         | cap. 83’                                                                  |
| 16-11-2018                                                                | Trnava                                                                    | Slovacchia                                                                | 4 – 1                                                                     | Ucraina                                                                   | UEFA Nations League 2018-2019 - 1º turno                                  | -                                                                         | cap.                                                                      |
| 19-11-2018                                                                | Praga                                                                     | Rep. Ceca                                                                 | 1 – 0                                                                     | Slovacchia                                                                | UEFA Nations League 2018-2019 - 1º turno                                  | -                                                                         | cap. 45’                                                                  |
| 13-10-2019                                                                | Bratislava                                                                | Slovacchia                                                                | 1 – 1                                                                     | Paraguay                                                                  | Amichevole                                                                | -                                                                         | cap. 32’                                                                  |
| Totale                                                                    |                                                                           | Presenze (5º posto)                                                       | 104                                                                       |                                                                           | Reti                                                                      | 6                                                                         |                                                                           |

## Palmarès

### Club

#### Competizioni giovanili
- Campionato slovacco giovanile: 1

2001

#### Competizioni nazionali
- Campionato russo: 1

Zenit San Pietroburgo: 2007
- Coppa di Lega inglese: 1

Liverpool: 2011-2012
- Campionato turco: 1

Basaksehir: 2019-2020

### Individuale
- Calciatore slovacco dell'anno: 4

2007, 2008, 2011, 2012